# Krásné Údolí
Krásné Údolí är en stad i Tjeckien.   Den ligger i regionen Karlovy Vary, i den västra delen av landet, 110 km väster om huvudstaden Prag. Krásné Údolí ligger 641 meter över havet och antalet invånare är 451.
Terrängen runt Krásné Údolí är platt åt sydost, men åt nordväst är den kuperad. Runt Krásné Údolí är det ganska glesbefolkat, med 22 invånare per kvadratkilometer. Närmaste större samhälle är Karlovy Vary, 18,2 km norr om Krásné Údolí. Omgivningarna runt Krásné Údolí är en mosaik av jordbruksmark och naturlig växtlighet.